# Schrikkeljaar (Franse republikeinse kalender)
Voor de bepaling van het schrikkeljaar bestond in de Franse republikeinse kalender geen goede regeling.
In de wet stond dat volgens artikel 3 de eerste dag van het nieuwe jaar de dag is waarop de herfstequinox valt. In artikel 10 stond dat er franciades zouden zijn van 4 jaar, schrikkelperioden die gewoonlijk eindigen met een schrikkeldag. Kennelijk dacht men hierbij aan het gregoriaanse systeem, waarbij soms een schrikkeldag wordt overgeslagen.
De regeling volgens art. 3 slaat echter nooit een schrikkeljaar over, maar verschuift 3x per eeuw een jaar. De afstand tussen schrikkeljaren is dus meestal 4 jaar, maar zo nu en dan 5. In welk jaar zo'n verschuiving optreedt is soms niet goed van tevoren vast te stellen.
Doordat de kalender maar zo kort van kracht is geweest - hij is in XIV afgeschaft - zijn er alleen 4-jaars perioden geweest. Maar het jaar XIX zou het eerste conflict gegeven hebben.

Volgens art. 3 zou 23 september 1811 de eerste dag van het jaar XX zijn geweest, maar volgens art. 10 was het de laatste dag van het jaar XIX. Omgekeerd zou tussen XX en XXI een gat van een dag zitten (22 september 1812). Het weglaten van de schrikkeldag lost wel het eerste probleem op, maar niet het tweede. Vanaf dan zou het probleem zich elke vier jaar voordoen.
Het is dus duidelijk dat bij voortbestaan van de kalender een wetswijziging noodzakelijk zou zijn geweest. Ofwel van art. 3, ofwel van art. 10.
De regeling was alleen bedoeld om op lange termijn in de pas te blijven lopen met de jaargetijden. Niemand merkt het of de equinox een dag eerder of later valt. Daarom is een regeling die probeert de equinox precies op een bepaalde dag te houden niet praktisch omdat dat problemen geeft. Het kan trouwens sowieso niet over verschillende tijdzones.

## Commissie Romme
De commissie voor openbaar onderwijs (Comité d'instruction publique) was een commissie uit het parlement, die beschouwd kan worden als het ministerie van onderwijs en wetenschappen. Zij kreeg de opdracht een nieuwe kalender te ontwerpen. Met de voorbereiding werd Charles-Gilbert Romme belast, die er de motor van werd. Belangrijk was dat het nieuwe ontwerp niet mocht leunen op de oude kalender, en ook voor de naamgeving was veel aandacht. Veel minder aandacht was er voor de technische inrichting. Toen de kalender eenmaal was ingevoerd, waarschuwde de astronoom Delambre, die in 1793 niet geconsulteerd was, dat er met de regeling voor de schrikkeljaren een probleem was. De commissie gaf Romme opdracht om, met hulp van grote deskundigen, o.a. Delambre, Lagrange, Laplace, Lalande en Messier, een verbeterde regeling te maken. Op 8 mei 1795 presenteerde hij het wijzigingsvoorstel aan de commissie voor openbaar onderwijs.
Maar het waren roerige tijden; een maand later, op 18 juni 1795, werd Romme ter dood veroordeeld, en het wijzigingsvoorstel werd niet meer ingediend.
Zo kwam het voorstel van de beroemde deskundigen van de commissie Romme niet tot wet, en werd de krakkemikkige regeling gehandhaafd.

## Diverse opvattingen over het begin van het jaar
De wet geeft algemene regels over welk jaar schrikkeljaar is en wanneer een jaar aanvangt. Bovendien is voor de jaren 3, 7, 11 en 15 uitdrukkelijk vastgelegd dat dat schrikkeljaren zouden zijn, maar niet voor latere jaren.
Er bestaan verschillende opvattingen over hoe het met de schrikkeljaren verder zou zijn gegaan als de kalender in gebruik was gebleven:
1. De schrikkeljaren zouden de oorspronkelijke regel van art. 3 volgen, waarbij de schrikkeldag naar gebleken behoefte wordt toegevoegd. Dat betekent dat er driemaal per eeuw vijf jaar verloopt tussen twee schrikkeljaren, waarmee de cyclus dus een jaar opschuift. Je kunt dientengevolge niet eenvoudig uitrekenen of een jaar een schrikkeljaar is.
2. Commissie Romme: De jaren die deelbaar zijn door 4 (dus 20, 24, 28...) zouden schrikkeljaar zijn. Behalve als het jaartal deelbaar is door 100, maar wel als het deelbaar is door 400, en weer niet als het deelbaar is door 4.000.
3. Ze zouden volgens art. 10 elke vier jaar zijn weergekeerd (dus de jaren 19, 23, 27...). Dat zijn de jaren die voorafgaan aan de jaren die deelbaar zijn door 4.
4. Idem, maar met toepassing van bovengenoemde eeuwjarenregeling.
5. De jaren die deelbaar zijn door 4 (dus 20, 24, 28...) zouden schrikkeljaar zijn. Maar niet als ze deelbaar zijn door 128.

Hierbij zou 16 nooit schrikkeljaar zijn, omdat 15 dat al was.

Commentaar:
1. Lijkt onwaarschijnlijk, omdat het niet praktisch is. Het is wel de enige regeling die wettelijk van kracht is geweest. Maar de wet kon niet ongewijzigd blijven. Deze regeling wordt gebruikt in de Iraanse kalender, echter met een voorgeschreven ingewikkelde cyclus van 2820 jaar in plaats van zich op actuele waarnemingen te baseren.
2. Een eenvoudig te volgen regel, die toch tot een prima resultaat leidt. Nog in het jaar III was deze regel door de commissie Romme voorgesteld, zodat hij al direct vanaf het begin had kunnen gelden. Doordat de schrikkeljaren van de republikeinse en de gregoriaanse kalender grotendeels zouden samenvallen is de conversie eenvoudiger. De afwijking is dat C (eindigt in 1892) en 1900 geen schrikkeljaar zouden zijn, zodat in de tussenliggende 8 jaar een verschuiving van 1 dag (vroeger) zou optreden. Tussen einde CC (1992) en CCC (2092) weer 1 dag verschuiving, dan 2 dagen tot maart 2100, 1 dag tot 2200, en daarna is de verschuiving weer 0 tot 2292, waarna de cyclus zich herhaalt tot 5792.
3. Lijkt zeer onwaarschijnlijk, want dan zou de verschuiving van 7,8 dag per duizend jaar van de juliaanse kalender weer zijn ingevoerd.
4. Heeft het voordeel dat de eerste jaren aan deze regel voldoen. Is iets moeilijker te hanteren dan die waarbij de schrikkeljaren door 4 deelbaar zijn.
5. Deze regel volgt, afgezien van de eerste regel natuurlijk, de equinox het best. Het is echter moeilijk om in een jaartal een 128-voud te herkennen. Vermoedelijk lijkt dit op wat de makers van art. 3 en art. 10 voor ogen stond. Alleen kozen zij ervoor de schrikkeljaren een jaar eerder te laten vallen, en welk schrikkeljaar moest worden overgeslagen konden ze niet regelen.

### Tussen welke tijdstippen moet de equinox vallen?
Artikel 3 luidt: Elk jaar begint om middernacht, met de dag waarop de ware herfstequinox valt voor het observatorium van Parijs.
- Toen de wet werd aangenomen werd in Parijs de ware tijd (= zonnetijd) gebruikt. De dag ving aan om 23:43 UTC; 9,5 minuut vervroeging voor de oosterlengte, en 7,5 minuut voor de tijdsvereffening rond 22 september.
- Al binnen enkele jaren toonden de Parijse klokken middelbare tijd. Aanvang van de dag om 23:51 UTC.
- Tegenwoordig is de wettelijke tijd in Parijs UTC+1. Aanvang van de dag om 23:00 UTC.
- Ten tijde van de jaaraanvang wordt nu zomertijd gehanteerd, UTC+2. Aanvang van de dag om 22:00 UTC. Zomertijd wordt echter meer beschouwd als het tijdelijk verzetten van de klok, en is nogal variabel. Daarom is dit niet erg geschikt voor een regeling op lange termijn.
- De kalender wil uit zijn aard een universele regeling zijn. Hierbij sluit UTC veel beter aan dan een plaatselijke tijd. Aanvang van de dag om 00:00 UTC.

Ook over tussen welke grenzen de equinox precies moet vallen zijn dus weer diverse opvattingen mogelijk.

## Aanvangsdata in onze tijd
|                  |      | (1) Equinox      | (2) Romme    | (3) Doorgaand | (4) Doorgaand - aangepast | (5) 128-jaar |
| ---------------- | ---- | ---------------- | ------------ | ------------- | ------------------------- | ------------ |
| CCI - 201        | 1992 | 22 september     | 22 september | 24 september  | 22 september              | 23 september |
| CCII - 202       | 1993 | 23 september     | 22 september | 24 september  | 22 september              | 23 september |
| CCIII - 203      | 1994 | 23 september     | 22 september | 24 september  | 22 september              | 23 september |
| CCIV - 204 #     | 1995 | 23 september     | 22 september | 25 september  | 23 september              | 23 september |
| CCV - 205        | 1996 | 22 september     | 22 september | 24 september  | 22 september              | 23 september |
| CCVI - 206       | 1997 | 23 september *   | 22 september | 24 september  | 22 september              | 23 september |
| CCVII - 207      | 1998 | 23 september     | 22 september | 24 september  | 22 september              | 23 september |
| CCVIII - 208 #   | 1999 | 23 september     | 22 september | 25 september  | 23 september              | 23 september |
| CCIX - 209       | 2000 | 22 september     | 22 september | 24 september  | 22 september              | 23 september |
| CCX - 210        | 2001 | 22 september **  | 22 september | 24 september  | 22 september              | 23 september |
| CCXI - 211       | 2002 | 23 september     | 22 september | 24 september  | 22 september              | 23 september |
| CCXII - 212 #    | 2003 | 23 september     | 22 september | 25 september  | 23 september              | 23 september |
| CCXIII - 213     | 2004 | 22 september     | 22 september | 24 september  | 22 september              | 23 september |
| CCXIV - 214      | 2005 | 22 september *** | 22 september | 24 september  | 22 september              | 23 september |
| CCXV - 215       | 2006 | 23 september     | 22 september | 24 september  | 22 september              | 23 september |
| CCXVI - 216 #    | 2007 | 23 september     | 22 september | 25 september  | 23 september              | 23 september |
| CCXVII - 217     | 2008 | 22 september     | 22 september | 24 september  | 22 september              | 23 september |
| CCXVIII - 218    | 2009 | 22 september     | 22 september | 24 september  | 22 september              | 23 september |
| CCXIX - 219      | 2010 | 23 september     | 22 september | 24 september  | 22 september              | 23 september |
| CCXX - 220 #     | 2011 | 23 september     | 22 september | 25 september  | 23 september              | 23 september |
| CCXXI - 221      | 2012 | 22 september     | 22 september | 24 september  | 22 september              | 23 september |
| CCXXII - 222     | 2013 | 22 september     | 22 september | 24 september  | 22 september              | 23 september |
| CCXXIII - 223    | 2014 | 23 september     | 22 september | 24 september  | 22 september              | 23 september |
| CCXXIV - 224 #   | 2015 | 23 september     | 22 september | 25 september  | 23 september              | 23 september |
| CCXXV - 225      | 2016 | 22 september     | 22 september | 24 september  | 22 september              | 23 september |
| CCXXVI - 226     | 2017 | 22 september     | 22 september | 24 september  | 22 september              | 23 september |
| CCXXVII - 227    | 2018 | 23 september     | 22 september | 24 september  | 22 september              | 23 september |
| CCXXVIII - 228 # | 2019 | 23 september     | 22 september | 25 september  | 23 september              | 23 september |
| CCXXIX - 229     | 2020 | 22 september     | 22 september | 24 september  | 22 september              | 23 september |

# Het jaar bevat een gregoriaanse schrikkeldag. Na 29 februari dient een tabel genomen te worden waarin het jaar 1 dag eerder aanvangt.
september = schrikkeljaar, extra dag aan het eind van het jaar toegevoegd.
* Bij dagaanvang om 00:00 UTC: 22 september; CCVI is schrikkeljaar, CCV niet.
** Bij dagaanvang om 23:00 of 22:00 UTC: 23 september; CCIX is schrikkeljaar, CCX niet.
*** Bij dagaanvang om 22:00 UTC: 23 september; CCXIII is schrikkeljaar, CCXIV niet.
1. Alleen zuiver te bepalen als je de tijdstippen van de herfstequinox kent.
2. Vanaf CCI (1992) t/m CCC (2091): altijd op 22 september.
3. Vanaf CIX (1900) t/m CCCVIII (2099): op 24 september, behalve als het republikeinse jaartal deelbaar is door 4; dan op 25 september.
4. Vanaf CC (1991) t/m CCXCIX (2090): op 22 september, behalve als het republikeinse jaartal deelbaar is door 4; dan op 23 september.
5. Vanaf CXXIX (1920) t/m CCLVI (2047): altijd op 23 september.

## De verschuiving van de herfstequinox
Gemiddeld vallen de herfstequinoxen 365d 5h 48m 45s na elkaar, dus 365 dagen en bijna 6 uur. Dat betekent dat de volgende herfstequinox bijna 6 uur later in een etmaal valt. Na vier jaar dus in het volgende etmaal, maar wel ongeveer een uur eerder dan de vorige keer. Hierdoor zal zo nu en dan na vier jaar het volgende etmaal nog net niet bereikt zijn, waardoor het schrikkeljaar pas na vijf jaar terugkomt; daarna vangt een nieuwe vierjaars-cyclus aan.
Het tijdstip wordt veelal uitgedrukt in UTC. De daarbij horende gregoriaanse datum verspringt als gevolg van de schrikkeljaren. Dit geeft een schijnbaar grillig verloop van het tijdstip. In werkelijkheid is het verloop regelmatig, echter niet helemaal, doordat de beweging van de aarde wordt beïnvloed door de maan en de andere planeten. Hierdoor is het precieze tijdstip moeilijk vooruit te berekenen. Als het erg dicht bij middernacht ligt is het van tevoren niet zeker op welke dag het valt. De berekening is zo moeilijk dat verschillende bronnen verschillende tijdstippen aangeven, zelfs voor het verleden.
Interessante jaren zijn:

1997 (UTC 22 september 23:55 uur)

2001 (UTC 22 september 23:04 uur)

2005 (UTC 22 september 22:23 uur)

Afhankelijk van de gekozen datumgrens zal het tijdstip laat in de ene dag of vroeg in de volgende vallen.
Als het laat in de eerste dag valt was het aflopende jaar geen schrikkeljaar, anders wel.
Voor het 5-jaars schrikkelinterval rond 2001 vangen de jaren in een vierjaarlijkse cyclus aan op 23, 23, 23, 22 september, daarna op 23, 23, 22, 22 september. Na het 5-jaars interval rond 2034 zal het op 23, 22, 22, 22 september zijn.

## Conclusie
Er zijn 5 opvattingen over welke jaren schrikkeljaar moeten zijn. Bij de equinoxmethode zijn er weer vijf verschillende opvattingen over de periode waarin de equinox moet vallen. Totaal dus 9 opvattingen.
Bij alle systemen kennen de schrikkeljaren gedurende 100 à 200 jaar een regelmatig patroon, steeds na 4 jaar het volgende. Alleen bij (1) duurt zo'n periode maar 32 jaar, soms 28. Als je de ene kalender in de andere uitdrukt, zoals bij de conversie van republikeinse data in gregoriaanse, kan de kalender onregelmatig lijken, maar dat wordt veroorzaakt door het niet samenvallen van de schrikkeljaren.
Omdat de kalender is gewijzigd en vervolgens afgeschaft, en de oorspronkelijke schrikkeldagenregeling niet over een langere periode te handhaven zou zijn geweest, is een ieder vrij om de kalender naar eigen inzicht samen te stellen. Dat maakt de kalender echter wel zinloos, want het doel is juist eenduidige afspraken over data te kunnen maken.
De republikeinse kalender biedt dus vooral de mogelijkheid theoretische exercities te houden, want praktische betekenis kan hij alleen krijgen als er een autoriteit zou zijn die de kalender in een bepaalde vorm voorschrijft. En dat is onwaarschijnlijk, omdat de nadelen te groot zijn.